# جان-مارتن بيتي
جان-مارتن بيتي هو ضابط وسياسي فرنسي، ولد في 22 يوليو 1772 في باريس في فرنسا، وتوفي بنفس المكان في 8 يونيو 1856. انتخب member of the Chamber of Peers ‏ وانتخب عضو مجلس الشيوخ في الإمبراطورية الفرنسية الثانية ‏.